# Duan Zhengcheng
Duan Zhengcheng (chinois : 段正澄 ; pinyin : Duàn Zhèngchéng ; né le 15 juin 1934 et mort le 15 février 2020) est un ingénieur industriel et inventeur chinois. Il est spécialisé dans la fabrication et l'automatisation de machines, académicien de l' Académie chinoise d'ingénierie (CAE) et professeur et directeur de doctorat à l'Université des sciences et technologies de Huazhong. 

## Biographie
Duan Zhengcheng naît à Zhenjiang, dans le Jiangsu, le 15 juin 1934. Après avoir obtenu son baccalauréat en 1953, il étudie, puis enseigne à ce qui est maintenant l'Université des sciences et de la technologie de Huazhong. Le 15 février 2020, il meurt des suites d'une maladie à coronavirus 2019 (COVID-19) à Wuhan, dans la province du Hubei, à l'âge de 85 ans,,
.

## Contribution
En 1996, il invente le système de rayons gamma stéréotaxiques OUR-QGD, qui lui vaut le prix State Science and Technology Progress Award (Second Class) en 2005.

## Distinctions et prix
- 2003 State Science and Technology Progress Award (deuxième classe)
- 2005 State Science and Technology Progress Award (deuxième classe)
- 2008 State Science and Technology Progress Award (deuxième classe)
- 2009 Membre de l'Académie chinoise d'ingénierie (CAE)